# Lidingö folkhögskola

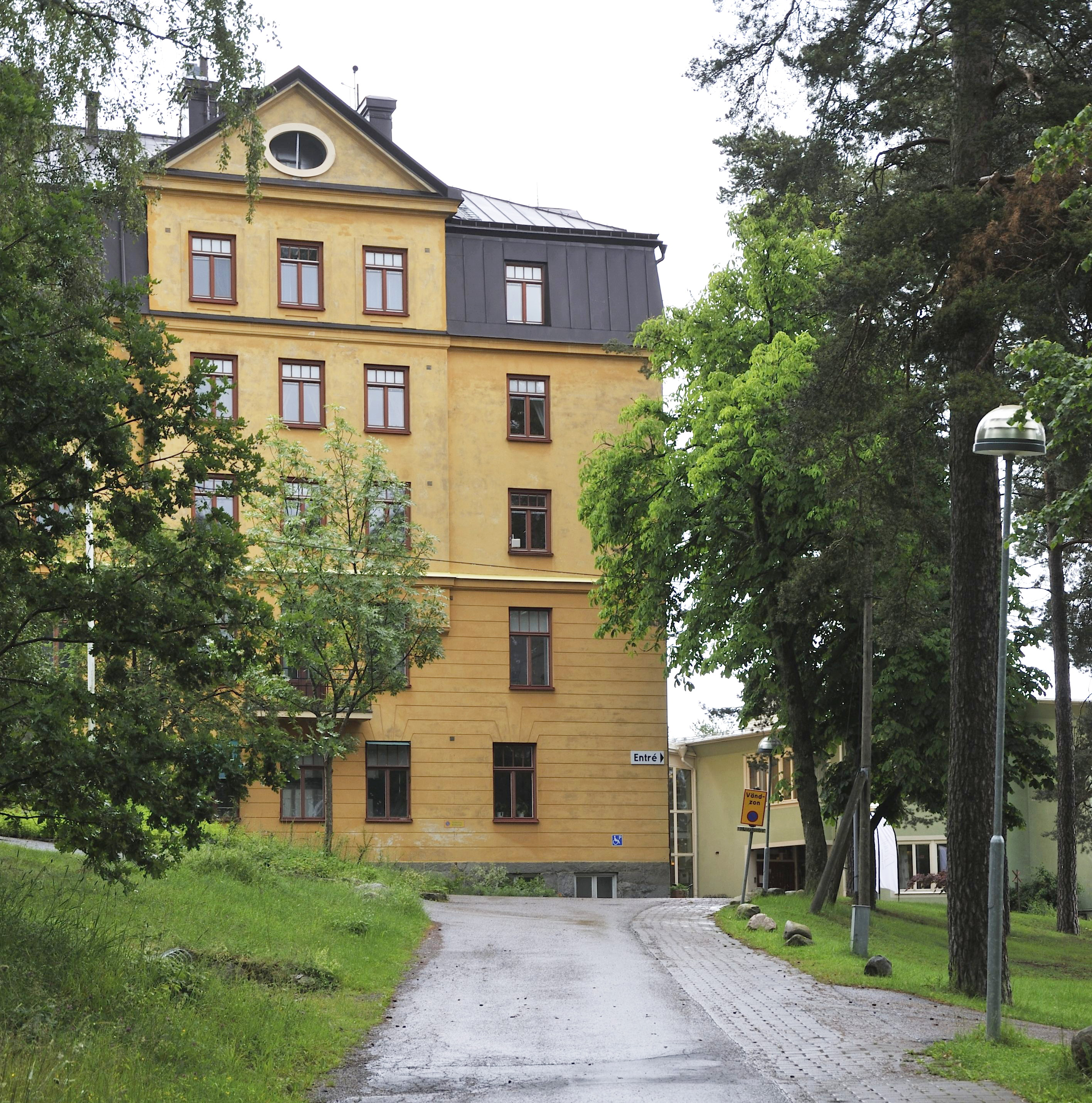
Huvudbyggnad

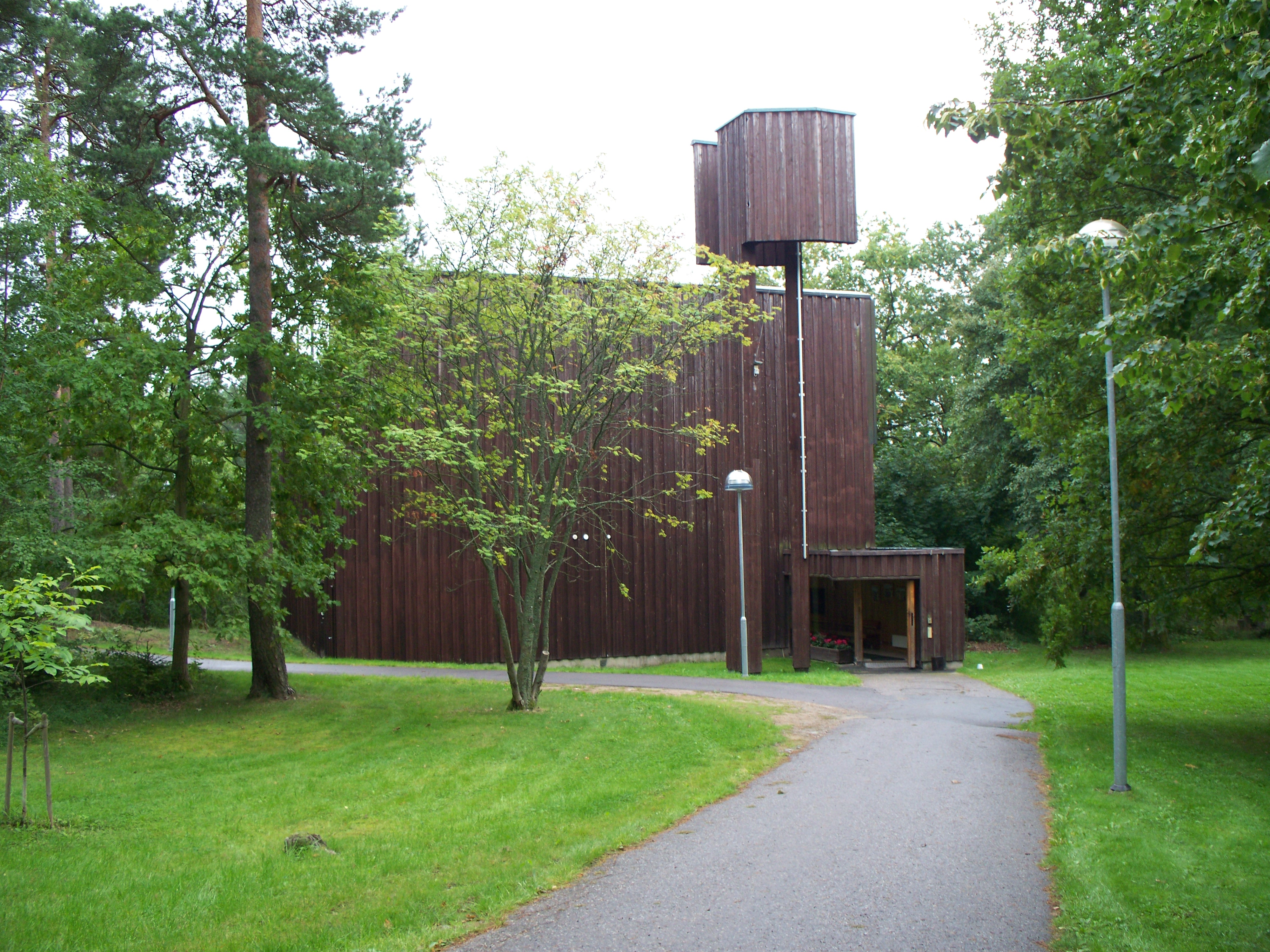
Kapellet

Lidingö folkhögskola (numera Lunagymnasiet) var en folkhögskola på Lidingö som drevs av Svenska Missionskyrkan och Equmenia. Folkhögskolans främsta utbildningsområden var mission, bistånd, utvecklingsarbete, pedagogik och ledarskap. Andra exempel på utbildningar var musik, skapande, fritidsledare och diakon.
Verksamheten i Lidingö påbörjades 1908 i den nybyggda Missionsskolan, då skolan flyttades dit från lokaler på Högbergsgatan 27 på Södermalm i Stockholm. Namnet ändrades till Teologiska seminariet 1958.
År 1993 bildades Teologiska högskolan, Stockholm genom en sammanslagning av Teologiska Seminariet (före 1950 benämnd Missionsskolan) och pastorsutbildningen i Svenska Baptistsamfundet. Lidingö Folkhögskola ändrade samtidigt namn till Svenska Missionskyrkans utbildningscentrum, och utvidgades med hotell- och konferensverksamheten Lidingö Hotell & Konferens.
Konferensdelen av Svenska Missionskyrkans utbildningscentrum avvecklades i december 2013 och folkhögskoleverksamheten i anläggningen i Lidingö avslutades 2014. Sedan 2014 är Lidingö folkhögskola efter sammanslagning med Betel folkhögskola  en del av Bromma folkhögskola. Fastigheten i Stockby på Lidingö, Missionsskolan 1, såldes i januari 2015 till HSB Bostad och Ikano Bostad.

## Kapellet
Skolans kapell, ritat av Carl Nyrén, fick Träpriset 1967.